# Тальха
Тальха (Талха) — місто у Єгипті, розташоване в губернаторстві Дакахлія, на протилежному березі Нілу від міста Ель-Мансура. Населення 157 737 жителів. Місто ділиться на райони: Старий Ринок, Ель-Маалямейн, Ер-Роуда Ель-Шаріфа, Таксим Амру Юніс, Район Клубів, Місто Добрив, Колонія, Тунель і Ель-Мухандісін. Частка неписьменних у віці старше 15 років — 43%.